# Iqura Sugimoto
Pour les articles homonymes, voir Sugimoto.
Iqura Sugimoto (杉基 イクラ, Sugimoto Ikura), de son vrai nom Mao Kuon, est une auteur de manga, né un 17 août à Hokkaidō. Elle est la mère d'un enfant.
Elle a été découverte en France grâce à la publication du manga Variante (en) (2004-2006) en 4 tomes, publié aux éditions Glénat.
Auparavant, elle a travaillé sur la création des personnages de Tales of Destiny (2000-2003), et a créé un autre manga nommé Nukenai en deux volumes parus en 2018. Sont également parus en français : Summer Wars (2009-2010).